# Naatu Naatu
Naatu Naatu è un singolo di Rahul Sipligunj, Kaala Bhairava e M. M. Keeravani estratto dall'album RRR, colonna sonora dell'omonimo film. Il brano musicale ha vinto l'Oscar come migliore canzone originale nell'edizione del 2023, risultando così il primo brano musicale indiano a vincere tale premio. Il testo della canzone è in lingua telugu e il titolo, naatu naatu, è traducibile in "nativo"

## Tracce
Testi di Chandrabose, musiche di M. M. Keeravani.
1. Naatu Naatu – 3:34